# La saga d'Atlas & Axis
La saga d'Atles & Axis és una sèrie d'historietes d'aventures creada pel dibuixant Pau des de 2011, la qual és protagonitzada per dos gossos antropomorfs.

## Trajectòria editorial
El primer tom es va publicar al setembre de 2011 en francès (Ankama Éditions) i espanyol (Dibbuks), i posteriorment s'han anat editant tots els toms en neerlandès (Dark Dragon Books), italià (Tunué), polonès (Timof i cisi wspólnicy), alemany, rus i xinès, sent la primera obra internacional de Pau. El mes de març de 2019 el mateix autor inicià un projecte de micromecenatge per publicar l'obra en català.

## Argument
Una de les particularitats de la saga és que els seus protagonistes, malgrat parlar i marxar sobre les potes posteriors, no deixen de ser gossos i actuen com a tals, seguint l'olor de rastres, rosegant ossos, orinant amb la pota aixecada, dormint en forma de bola, i perseguint ovelles, per exemple.
Al primer tom, els protagonistes decideixen anar a la recerca dels supervivents del seu poblat després d'un atac dels Norcandos. En el camí coneixen a Mel, una gosa tavernera que els acull i ajuda.
Al segon tom, després de tornar del nord, es dirigeixen a l'est, a la recerca de proves d'una llegendària raça que seria la baula perduda entre el llop i el gos, per acabar amb les discussions entre creacionistes i evolucionistes.
Al tercer tom, es dirigeixen cap a l'oest, a la recerca del llegendari òs saciant Khimera. Està dedicat a la guerra i a un personatge carismàtic que resulta ser molt diferent del que semblava.

## Estil[calcitació]
L'estil de dibuix, molt cartoon i dinàmic, i els fantàstics colors, poden fer pensar que és una obra infantil, però el to de la història és més aviat per a tots els públics, fins i tot descarnat i cruel de vegades, encara que mantenint sempre un sentit de l'humor molt particular.

## Premis[calcitació]
Malgrat no haver guanyat cap premi, La saga d'Atles & Axis ha quedat finalista per a importants guardons europeus, com la selecció oficial del Prix du FIBD Angoulême 2012, el premi BDGest en la categoria de millor àlbum juvenil 2012, finalista al millor autor espanyol del Saló Internacional del Còmic de Barcelona 2012, finalista al Premi Nacional de Còmic 2012, finalista al Grand Prix dess lecteurs del Journal de Mickey 2013, i al premi de les escoles del FIBD Angoulême 2014.